# استل هریسون
استل هَریسون (انگلیسی: Estelle Harrison؛ ۲۶ اوت ۱۸۹۴ – زمان مرگ نامعلوم) بازیگر اهل ایالات متحده آمریکا بود. او بیشتر در فیلم‌های کوتاه گیلورد لوید و هارولد لوید بازی می‌کرد.
از فیلم‌هایی که وی در آن‌ها نقش داشته‌است، می‌توان به تازه‌وارد، او ندارد مرا دوست، هیچ‌کجا مثل زندان نیست، بیرون کردن میکروب‌ها از آلمان، یک زندگی پرهیجان، همرنگ جماعت شو، با عجله، خانم‌ها وارد می‌شوند، ما هرگز نمی‌خوابیم، لوک تنها، بیمارانش را از دست می‌دهد، زنان سرکش لوک تنها، لوک تنها، تعمیرکار خودرو، ماه عسل لوک تنها، لوک دل لیدی فیر را می‌رباید، لوک تنها، وکیل مدافع، نابسامانی سینمایی لوک، لوک، فراهم‌کننده بیمار، یک ماه عسل پرجنب‌وجوش، تپانچه‌هایی برای صبحانه، روز ویژه یونس‌وار او، بله، آقا و پرده را بالا بزن اشاره نمود.